# Katharine Emily Eggar
Katherine Emily Eggar (5 janvier 1874 — 15 août 1961) es une pianiste et compositrice anglaise.
Eggar était une féministe engagée, notamment en termes d'opportunités pour les femmes dans la musique. Lors de la réunion inaugurale de la Society of Women Musicians, Eggar déclare : « Les conventions de la musique doivent être remises en question. Les femmes défient déjà les conventions de toutes sortes de manières… Nous croyons en un grand avenir pour les compositrices ».

## Biographie
Eggar nait le 5 janvier 1874 à Londres, fille de Thomas Eggar et Katherine MacDonald.
Elle étudie le piano à Berlin au Conservatoire Klindworth-Scharwenka (en) avec Klindworth, à Bruxelles au Conservatoire Royal de Musique avec De Greef et à Londres elle étudie la composition avec Frederick Corder à la Royal Academy of Music, obtenant son diplôme en 1895. À 19 ans, elle devient la première femme à interpréter ses propres œuvres de chambre lors d'un concert public à Londres.
Avec la chanteuse Gertrude Eaton (en) et la musicologue Marion Scott (en), elle fonde la Society of Women Musicians à Londres en 1911 et en est la présidente de 1914 à 1915. Eggar organise des réunions bimensuelles pour les femmes compositrices de la Society. Avec Marion Scott elle écrit une chronique dans Chamber Music (un supplément au périodique The Music Student) intitulée « Women's Doings in Chamber Music ».
Eggar est également archiviste sur Shakespeare et l'auteur des brochures Shakespeare in His True Colors (1951) et The Unified Shadow (1954). Elle a plus tard légué sa collection de 253 volumes à la bibliothèque de la maison du Sénat de l'Université de Londres,. Eggar a également passé plus de trente ans à faire des recherches sur la vie d'Edward de Vere, 17e comte d'Oxford, et croyait que Lord Oxford était le véritable auteur de l'œuvre de Shakespeare. Elle avait prévu de publier ses écrits, mais elle meurt avant que les travaux préparatoires de son livre puissent être effectués.
Elle a été présidente de la Society of Women Musicians. Lors d'une allocution d'ouverture, elle exprime « la conviction qu'un corps solide de femmes musiciennes aux principes élevés pourrait faire beaucoup pour réformer l'opinion publique sur la musique et élever le niveau de la politique musicale, ». Elle était très consciente des désavantages des femmes compositrices et musiciennes et a travaillé activement pour créer des opportunités pour les femmes dans le domaine de la musique.
Dans les années 1950, Katharine Eggar vivait au 40c Palace Road, Westminster, Londres.
Elle meurt à Londres le 15 août 1961.

## Œuvres
Eggar a composé des chansons et de la musique de chambre.

### Musique de chambre
- Quatuor avec piano en ré mineur et majeur, 1906
- Trio avec piano en sol mineur, 1905
- Rhapsodic Impression pour violon, alto et piano, 1928
- Quatuor à cordes, 1931
- Sonate pour violoncelle en ut mineur
- Suite pour violoncelle et piano : Prélude, ballade, landler, finale, 1908
- Idylle pour flûte et piano, 1910

### Musique pour piano
- Legends of the Norse Gods:  Wodin, Thor, Freia, Seater, Sun, Moon, Tiu
- A tarentella, 1914 [7]
- Four characteristic sketches:  The Old Castle, The Wishing Well, Romance, At the Fair.
- Moonrise, 1906
- Sun in Springtime, 1935
- Duets for Fun- eight short pieces for child and pianist, 1934

## Musique pour voix et instruments
- I must go down to the sea tonight, scène pour baryton et petit orchestre
- My Soul is an enchanted boat, paroles de Percy Bysshe Shelley pour voix et quintette avec piano, ou piano et orgue.
- Trios : 'Autumn Leaves', 'May Wind', pour premier et second sopranos et alto avec accompagnement de quatuor avec piano (également arrangé pour chœur de femmes et piano), 1909
- Pan in a City Stone' pour soprano, baryton, avec flûte et piano
- Six chansons tirées de Forbes 'Cantus, and I Fancies' (17thC. )

### Musique pour voix et piano
- Hope of Spring, chanson en deux parties pour voix de femmes ou soprano et baryton avec piano
- Wolfram's Dirge' avec piano et violoncelle ad lib, paroles de Thomas Lovell Beddoes, Cycle of Gaelic love lyrics, 1906
- Curtsy to the Moon, paroles de H Taylor, 1906
- Old Gaelic lullaby
- A Fairy Barcarolle' (A lake and a fairy boat), paroles de Thomas Hood, 1920
- May Wind' pour trois voix et piano, 1909
- The Purple Moors, 1908
- Red Clover
- Remember me, my Dear' from Forbes 'Cantus, songs and fancies'  1682- one of six, 1909
- Song of the Vagabond
- The Holly Bough and the Misletoe – A Christmas Carol, paroles de WE Grogan [8]